# Azov
Azov (tiếng Nga: Азов) là một thành phố Nga. Thành phố này thuộc chủ thể Rostov Oblast. Thành phố nằm bên sông Đông, 16 km từ biển Azov. Thành phố Azov có dân số 82.090 người (theo điều tra dân số năm 2002). Đây là thành phố lớn thứ 198 của Nga theo dân số năm 2002. Dân số qua các thời kỳ:  82,090 (Điều tra dân số 2002); 80,297 (Điều tra dân số năm 1989).

## Khí hậu
Azov có khí hậu lục địa ẩm (phân loại khí hậu Köppen Dfb) với mùa hè nóng, mùa đông lạnh và lượng mưa khá thấp.
| Dữ liệu khí hậu của Azov                | Dữ liệu khí hậu của Azov | Dữ liệu khí hậu của Azov | Dữ liệu khí hậu của Azov | Dữ liệu khí hậu của Azov | Dữ liệu khí hậu của Azov | Dữ liệu khí hậu của Azov | Dữ liệu khí hậu của Azov | Dữ liệu khí hậu của Azov | Dữ liệu khí hậu của Azov | Dữ liệu khí hậu của Azov | Dữ liệu khí hậu của Azov | Dữ liệu khí hậu của Azov | Dữ liệu khí hậu của Azov |
| Tháng                                   | 1                        | 2                        | 3                        | 4                        | 5                        | 6                        | 7                        | 8                        | 9                        | 10                       | 11                       | 12                       | Năm                      |
| --------------------------------------- | ------------------------ | ------------------------ | ------------------------ | ------------------------ | ------------------------ | ------------------------ | ------------------------ | ------------------------ | ------------------------ | ------------------------ | ------------------------ | ------------------------ | ------------------------ |
| Trung bình ngày tối đa °C (°F)          | −0.9 (30.4)              | 0.3 (32.5)               | 6.2 (43.2)               | 16.3 (61.3)              | 22.8 (73.0)              | 26.5 (79.7)              | 28.7 (83.7)              | 27.9 (82.2)              | 22.5 (72.5)              | 14.6 (58.3)              | 7.5 (45.5)               | 2.5 (36.5)               | 14.6 (58.2)              |
| Tối thiểu trung bình ngày °C (°F)       | −7.2 (19.0)              | −6.4 (20.5)              | −1.3 (29.7)              | 6.4 (43.5)               | 12.3 (54.1)              | 16.3 (61.3)              | 18.1 (64.6)              | 16.8 (62.2)              | 11.9 (53.4)              | 5.8 (42.4)               | 1.4 (34.5)               | −2.9 (26.8)              | 5.9 (42.7)               |
| Lượng Giáng thủy trung bình mm (inches) | 47 (1.9)                 | 37 (1.5)                 | 31 (1.2)                 | 43 (1.7)                 | 53 (2.1)                 | 67 (2.6)                 | 51 (2.0)                 | 37 (1.5)                 | 36 (1.4)                 | 30 (1.2)                 | 46 (1.8)                 | 61 (2.4)                 | 539 (21.3)               |
| Số ngày giáng thủy trung bình           | 9                        | 7                        | 6                        | 7                        | 7                        | 7                        | 6                        | 5                        | 5                        | 5                        | 8                        | 10                       | 82                       |
| Nguồn: Tổ chức Khí tượng Thế giới       |                          |                          |                          |                          |                          |                          |                          |                          |                          |                          |                          |                          |                          |